# Chrysler Building
Chrysler Building är en skyskrapa i New York med 77 våningar, belägen på Lexington Avenue vid 42:a gatan. Byggnadens höjd är 319 meter med spiran. Höjden till taket är 282 meter. Chrysler Building var världens högsta byggnad när den fullbordades 1930 tills Empire State Building stod klar 1931. Byggnaden är i dag den sjätte högsta i USA.

## Historia
Chrysler Building tävlade med en annan byggnad, Bank of Manhattan Company Building (40 Wall Street), om att bli världens högsta byggnad år 1930. I hemlighet byggdes det en uppfällbar spira på byggnadens topp, för att vara säker på att 40 Wall Street inte skulle bli högre. 
Chrysler Building ritades av William Van Alen med son och uppfördes på uppdrag av Walter P. Chrysler, grundare av Chrysler Corporation som senare använde byggnaden som sitt huvudkontor. När den stod klar var den först i världen med att slå Eiffeltornets höjd på 300 meter. 

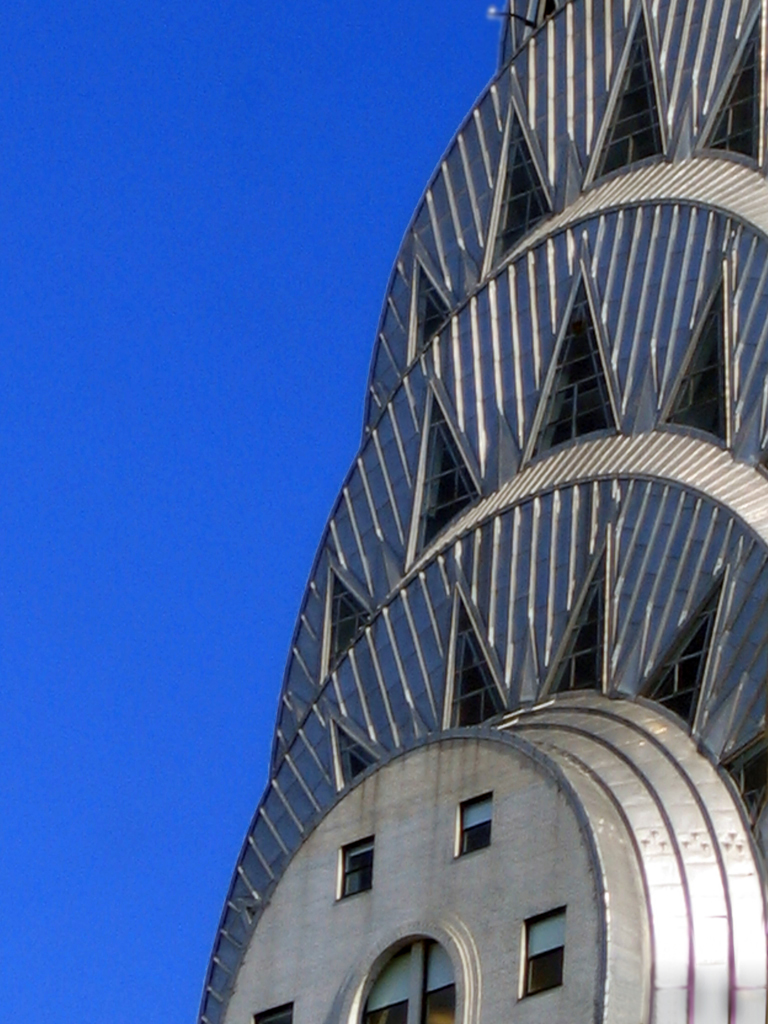
Detalj av art déco-ornamenteringen på spiran.

Byggnaden utgör ett exempel på den stil som kom att kallas art déco. Spiran, med en serie solstrålar som interfolieras av trekantiga fönster, är byggnadens mest iögonfallande drag. I likhet med avsatserna, som pryds med bevingade kylarlock, hjul och stiliserade bilar, är spiran inspirerad av automobilen. Den är klädd i en rostfri stållegering med krom och nickel.
Byggnaden var ganska nergången och hade relativt många lediga lokaler, innan nya förvaltaren Tishman Speyer Properties dels genomförde en omfattande renovering omkring år 2000 och dels lyckades hyra ut stora delar av fastigheten. År 2008 såldes byggnaden till Abu Dhabi Investment Authority för cirka 800 miljoner dollar.